# Centro de Estudios Andaluces
El Centro de Estudios Andaluces es una fundación pública sin ánimo de lucro dedicada a la investigación de la realidad social, económica y cultural de Andalucía y a la difusión de esos estudios. Está adscrita a la Consejería de la Presidencia de la Junta de Andalucía. Creada en 2001 tiene como objetivos el fomento de la investigación científica y la difusión de conocimiento sobre la realidad social, económica y cultural de Andalucía.

## Actividades del centro
La Fundación CENTRA gestiona el Museo de la Autonomía de Andalucía. un espacio situado en las localidades sevillanas de Coria del Río y La Puebla del Río, dedicado a la conservación y difusión de la historia e identidad andaluzas, especialmente a través de la preservación de los símbolos de Andalucía y de la recuperación y divulgación del patrimonio intelectual y material de Blas infante, padre de la Patria Andaluza, del que forman parte la Casa de la Alegría y su legado bibliográfico.
Como centro de investigación de referencia en ciencias sociales mantiene relaciones tanto a nivel nacional como internacional, con organismos de carácter científico y cultural en el ámbito público y privado, como universidades, instituciones públicas, fundaciones, centros de investigación o editoriales. 
Uno de sus puntales es el Barómetro Andaluz, una herramienta de medición sistemática de la opinión de la sociedad andaluza capaz de adaptarse a los temas de interés social, económico y político del momento. 
Entre sus líneas de actuación destaca la Convocatoria de Proyectos de Investigación, el Premio Tesis Doctoral, la edición de publicaciones de carácter científico como la revista CENTRA Ciencias Sociales, la edición de la revista Andalucía en la Historia, la realización de webinarios y actividades divulgativas, la programación anual de Cursos de Especialización y el mantenimiento de fondos documentales, estadísticos y bibliográficos. 
También promueve el Premio de Creación Documental sobre Andalucía IMAGENERA dedicado a impulsar el conocimiento y la investigación sobre Andalucía a través del lenguaje documental: Documental y Fotografía. 

## Publicaciones
- Revista Andalucía en la Historia: publicación con carácter generalista.[5] Su primera publicación fue en enero de 2003.[6]

- Revista CENTRA Ciencias Sociales: nueva línea de publicaciones científicas que abarca todo el conjunto de áreas de conocimiento de las Ciencias Sociales vinculadas a la Fundación CENTRA: Antropología, Ciencias Políticas, Comunicación, Economía, Estudios culturales, Pedagogía, Educación, Derecho y Sociología.

- Colección Biblioteca de Investigación: formada por trabajos de investigación de carácter monográfico de las distintas áreas de conocimiento de las Ciencias Sociales.

- Colección Actualidad: reflexión sobre los temas de relevancia que afectan a la sociedad andaluza del siglo XXI.

- Colección Tesis: publicación que recoge los trabajos premiados en el concurso anual de Tesis Doctoral, así como otras tesis que se consideran de interés.

- Colección Biblioteca Blas Infante: obras de Blas Infante en edición crítica. Junto al texto original de la primera edición se acompaña un estudio crítico que facilita al lector una mejor comprensión de la obra y del contexto político y social en el que fue concebida.

- Colección Biografías AH: recupera las biografías de aquellos personajes relevantes de nuestro pasado, cuya historia ha quedado en un segundo plano.

- Colección La Imagen de Andalucía: análisis de la percepción de Andalucía, desde diversos ámbitos de estudio y puntos de vista.

- Coediciones: difusión del patrimonio cultural de Andalucía, en colaboración con editoriales o con instituciones públicas y privadas.

- Publicaciones electrónicas: monografías, bancos de datos sociales y documentos de trabajo disponibles en la página web y de descarga libre.

## Revista Andalucía en la Historia

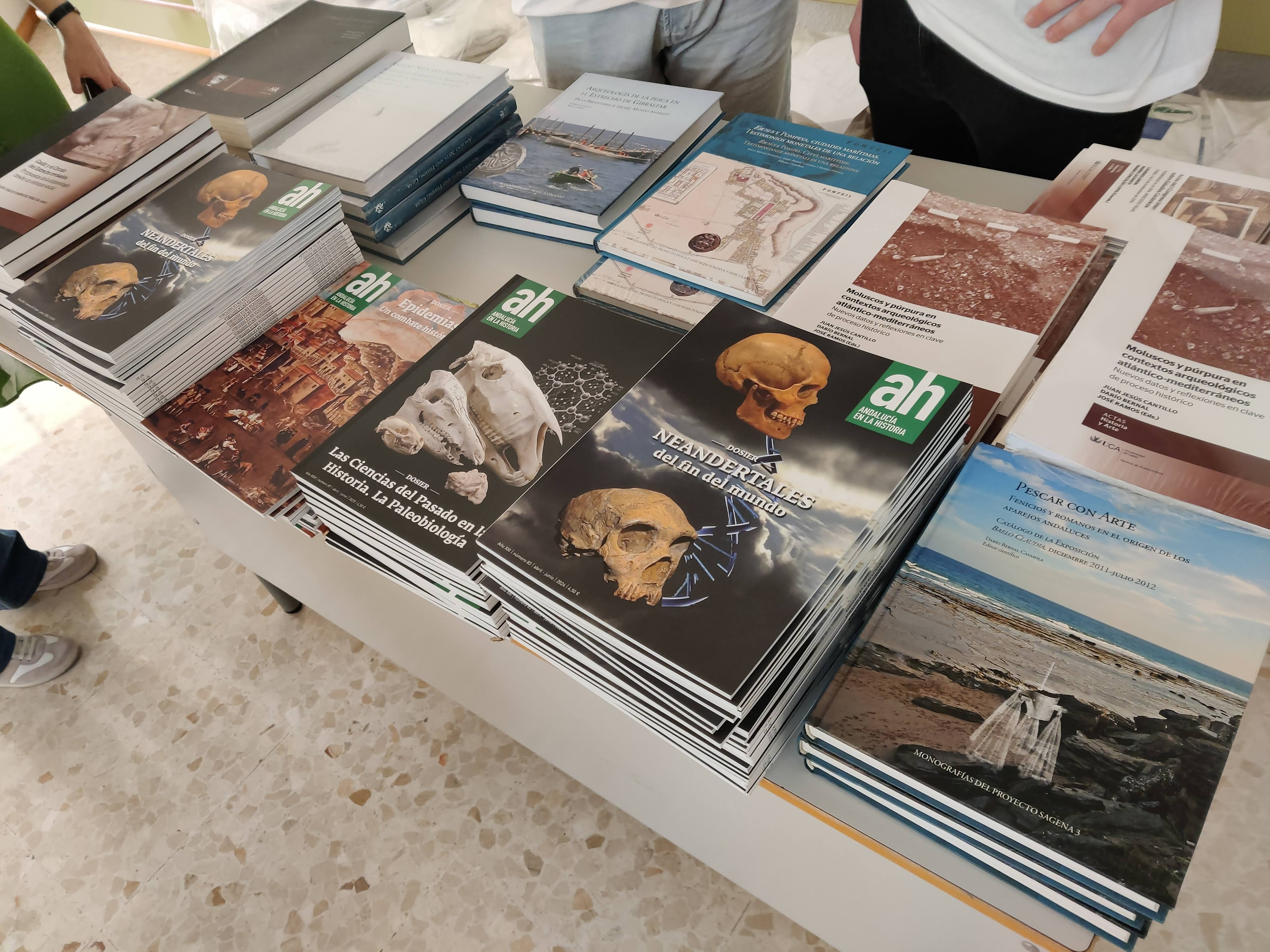
Revista

La revista Andalucía en la Historia es una publicación de divulgación histórica de periodicidad trimestral editada en papel desde 2003 por la Fundación Centro de Estudios Andaluces. Escrita por historiadores, archiveros e investigadores, tiene un carácter generalista, abordando temas que van desde la Prehistoria hasta la Historia del Tiempo Presente. Todos sus números, a excepción de los editados el último año, están disponibles para su libre descarga en formato pdf en la página web del Centro de Estudios Andaluces. Con rigor académico, pero sin descuidar su carácter divulgativo, la publicación aspira a dar a conocer episodios de la historia andaluza y los lugares y protagonistas que los inmortalizaron, planteando asimismo respuestas científicas a las preguntas del público sobre temas de interés general.

## Museo de la Autonomía de Andalucía
El Museo de la Autonomía de Andalucía, situado en los municipios sevillanos de La Puebla del Río y Coria del Río, es un espacio dedicado a difundir el proceso autonómico andaluz y a recuperar el patrimonio intelectual y material de Blas Infante, del que forman parte la Casa de la Alegría, su legado bibliográfico y un volumen notable de documentos integrados en el Centro Documental de la Autonomía de Andalucía.